# Antonio Reyes Huertas
Antonio Reyes Huertas (Campanario, 7 de noviembre de 1887-Campos de Ortiga, 11 de agosto de 1952) fue un escritor y periodista español. Es famoso por sus novelas de carácter costumbrista y sus Estampas campesinas, una radiografía de la vida y las costumbres del campo extremeño de la época.

## Biografía
Nació en la localidad pacense de Campanario el 7 de noviembre de 1887, hijo de Sebastián Reyes, forjador de profesión, y de Josefa Huertas. A los diez años ingresó en el Seminario de San Atón de Badajoz donde se formó y estudió durante nueve años adquiriendo un profundo sentido religioso que mantendrá hasta su muerte. Allí comenzó a escribir y publicó su primer libro de poesía: Ratos de ocio (1905). A los diecinueve años abandonó el Seminario y se matriculó en la Facultad de Derecho de la Universidad Central de Madrid, aunque la abandonó sin terminar la Licenciatura. Ejerció como educador en el Colegio de Santa Ana, de Mérida y en 1909 fundó la revista Extremadura Cristiana en Badajoz. Posteriormente dirigió en Cáceres Acción Social y colaboró con el Noticiero Extremeño, publicación que también acabó dirigiendo. Por esas fechas publicó también la revista Tierra Extremeña.
En 1915 se casó con su prima Elisa Reyes en Campanario y un año después se trasladó a Málaga para asumir la dirección del periódico La Defensa. Precisamente allí es donde nació Elisa, la mayor de sus once hijos. 
En 1920, de vuelta ya en Extremadura, trabajó como secretario del Juzgado Municipal de Campanario. En esa época se dio a conocer como novelista gracias a Lo que está en el corazón (1918) y, sobre todo, a su obra más conocida: La sangre de la raza (1919). Tal fue el éxito de la novela que su fama como escritor y orador se extendió por toda España. Este libro le proporcionó, además, el nombramiento de académico correspondiente de la Real Academia Sevillana de Buenas Letras. Durante esta época colaboró, además, con numerosos periódicos regionales y nacionales: Hoy, Extremadura, El Debate...
Entre 1927 y 1937 dirigió el periódico Extremadura desde Cáceres. Tras la Guerra Civil se trasladó a Madrid y colaboró en la redacción de Historia de la Cruzada española. Alternó la vida en la capital con largas estancias en su finca de Campos de Ortiga, muy cercana a la aldea de La Guarda y siguió publicando novelas y escribiendo artículos para numerosos periódicos como Hoy de Badajoz, La Gaceta del Norte, La Estafeta Literaria, Ideal de Granada y Lecturas. 
Reyes Huertas recibió distintos reconocimientos por su obra, como el premio del Diario  Español de Buenos Aires por la novela La Colorina o el Primer Premio de la revista Lecturas por Lo que la arena grabó, obra llevada al cine bajo el título Borrasca de celos.
En sus últimos años de vida estuvo confeccionando además un Vocabulario extremeño como profundo conocedor del paisaje, del habla popular y del alma extremeña.
En 1952 le fue concedida la Encomienda de Alfonso X El Sabio que le fue entregada el 22 de abril de ese mismo año en un gran homenaje que le rindió su Campanario natal con la asistencia de las más altas autoridades de Extremadura en el que se le hizo entrega, además, del pergamino de Hijo Predilecto de la ciudad.
Falleció el 11 de agosto de 1952 rodeado de su familia en su finca de Campos de Ortiga. Fue enterrado en el cementerio de Nuestra Señora de la Montaña, en Cáceres.
En la placa junto a su busto situado en la plaza de España de Campanario pueden leerse unas palabras del propio escritor que resumen su sentir: «Tengo mi corazón lleno de aldea, lleno de sol, de cielos y de campos y de ansias de un vivir noble y sencillo».

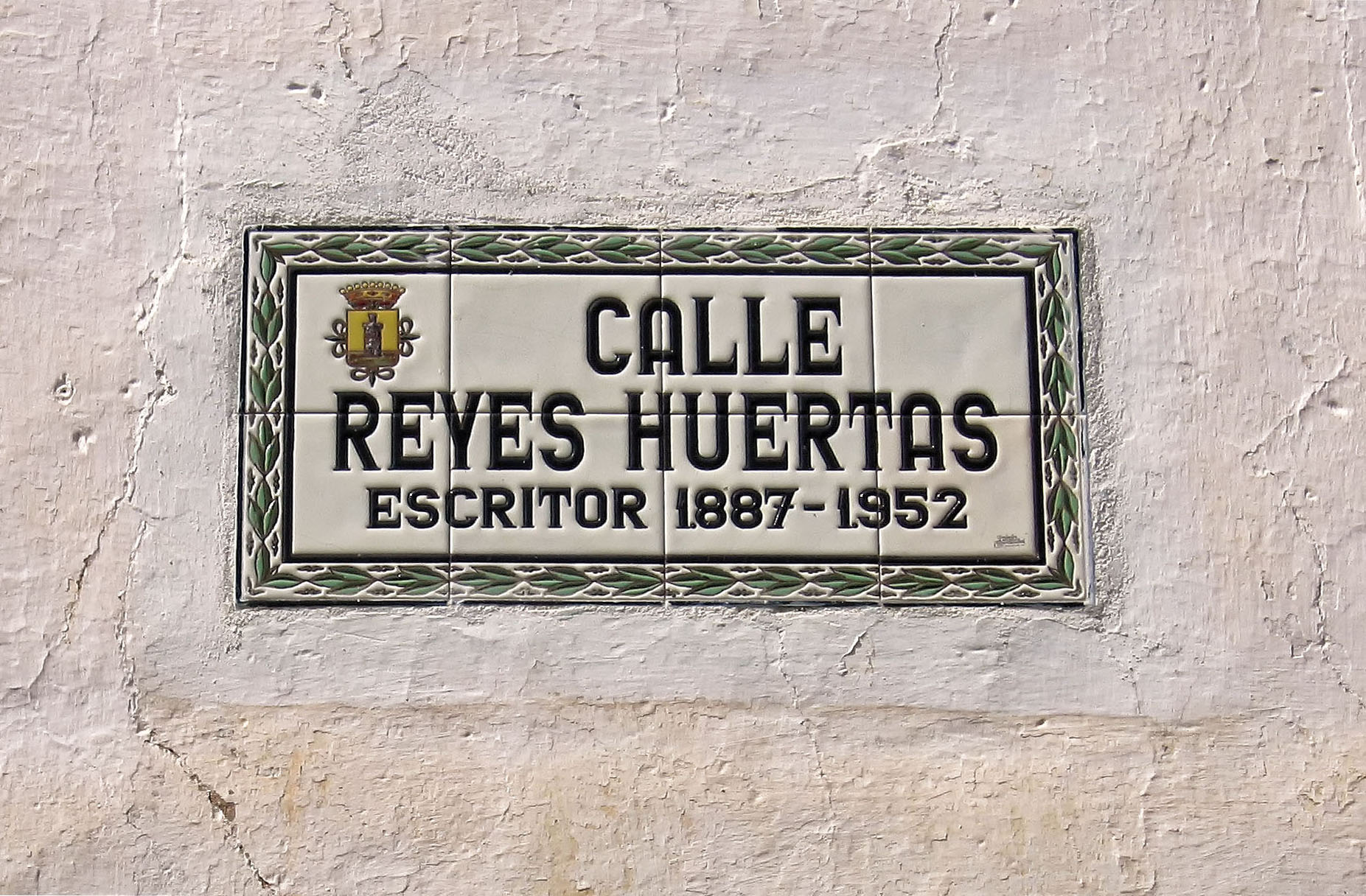
Placa de la calle del escritor Antonio Reyes Huertas en Campanario

## Obra
Reyes Huertas posee una abundante producción literaria. La novela La sangre de la raza, publicada en 1919, es considerada su obra maestra y por ella empezó a ser considerado, junto a Felipe Trigo, el padre de la novela regional extremeña.
Destacan también sus hermosas Estampas campesinas (alrededor de tres mil), un fiel retrato de un costumbrismo auténtico donde exalta los valores de su tierra, sus gentes y sus costumbres.
Otras obras destacables son: Los humildes senderos, Lo que la arena grabó, La Colorina y Mirta.
- Ratos de ocio (1905). Poesías.
- Tristezas (1908). Poesías.
- La nostalgia de los dos (1910) junto a Manuel Monterrey.
- Lo que está en el corazón (1918).
- La sangre de la raza (1919).
- Los humildes senderos (1920).
- La Ciénaga (1921).
- Agua de turbión (1924).
- Fuente serena (1925).
- Blasón de almas (1926).
- Cómo era el amor (1927).
- La Colorina (1928).
- Guadalupe, corazón de España (1928): discurso pronunciado por Antonio Reyes Huertas ante el rey Alfonso XIII en el Monasterio de Guadalupe el 11 de octubre de 1928 con motivo de la Coronación de la Santísima Virgen de Guadalupe.
- Romance de lobos (1939) Cuento.
- La grandeza del nombre (1939).
- Lo que la arena grabó (1942).
- Luces de cristal (1943).
- La llama colorada (1944).
- La casa de Arbel (Concluida en 1945 y editada en 1952).
- Mirta (1946).
- Viento en las campanas: aventuras, soliloquios y mixtificaciones del doctor Mirio' (1949).
- La canción de la aldea (Concluida en 1930 y editada en 1952 como homenaje de Extremadura).
- Estampas campesinas extremeñas (1978): Recopilación de 25 relatos con motivo del XXV aniversario de su muerte.
- Cuentos de lobos (1987).
- La Jayalga (2008): colaboraciones de Antonio Reyes Huertas en la revista Lecturas (1942-1952).

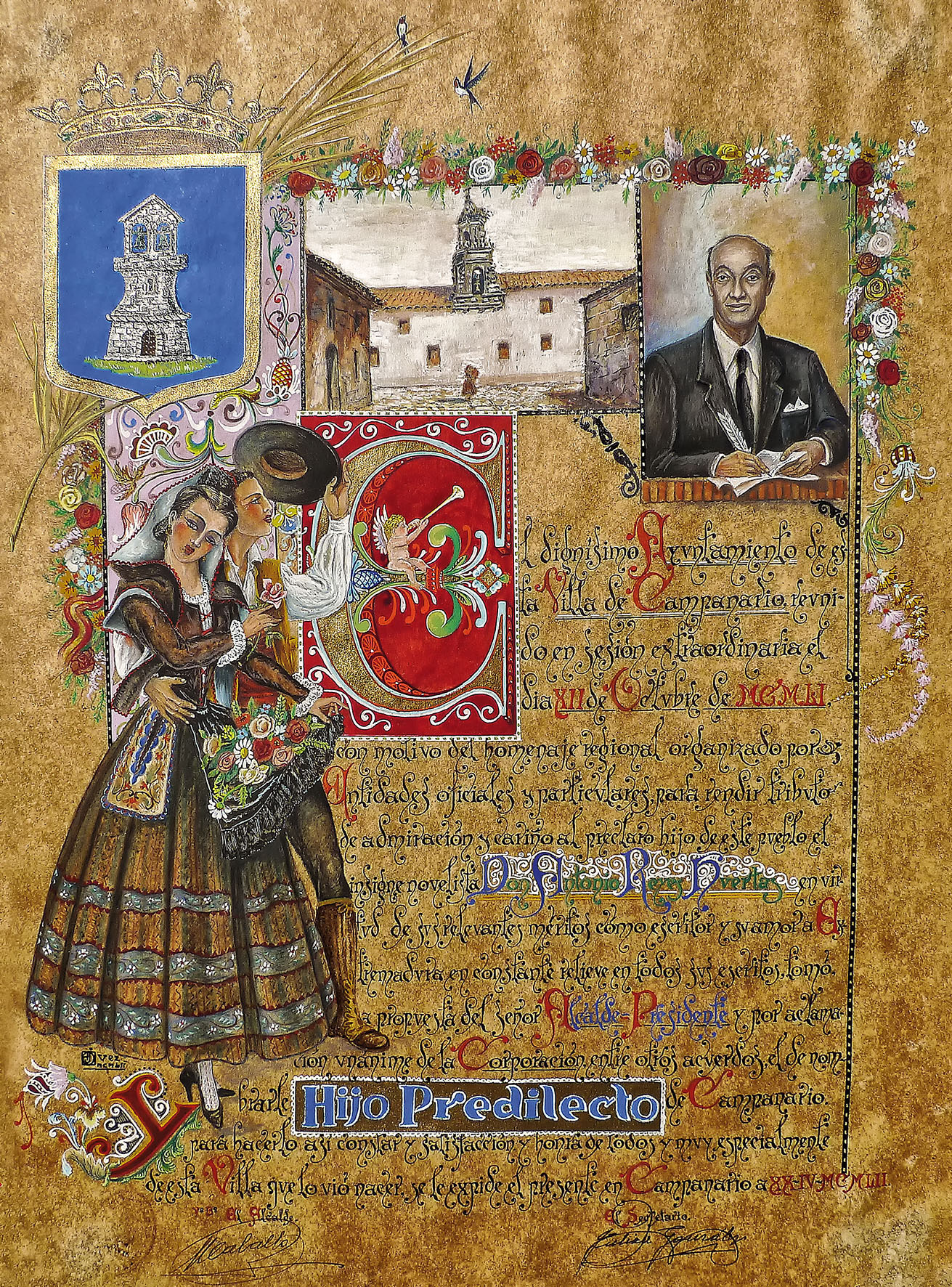
Pergamino de Antonio Reyes Huertas como Hijo Predilecto de Campanario (Badajoz).